# Kulning
Kulning is een Scandinavische vocalisatietechniek om boerderijdieren te hoeden. Aan de hand van beklijvende, golvende melodieën, vaak gezongen in mineur, lokt men de dieren naar huis. Kulning werd gebruikt op alpiene zomerweides in Zweden, Noorwegen en oostelijk Finland. De praktijk gaat minstens tot de middeleeuwen terug en heeft eenzelfde ontstaansgeschiedenis als het jodelen. Door industrialisatie van de landbouw raakte kulning grotendeels in onbruik. De techniek leeft vandaag wel verder als een recreatieve en artistieke zangstijl.
Alternatieve benamingen zijn laling, lalning of lålning (in het Noors) en kauking of kaukning (in Dalarna, Hälsingland, Jämtland en Härjedalen).

## Vocale techniek
Kulning is een combinatie van de eigen stem, kennis van dierenkreten en de akoestiek in het landschap. De techniek verschilt van zowel klassieke als populaire zang. Het lijkt meer op roepen; zoals je je stem natuurlijk zou gebruiken om iemands aandacht te trekken.
De zang bestaat uit lange, versierde roepen met meerdere noten op één lettergreep en een meestal dalende melodie. Met vrije, getrapte frasen bootst men diergeluiden na. Typisch zijn frasen op de klinkers I en O, startend met medeklinkers zoals H en J, en in mindere mate S en T. Vaak zingt men in mineur, wat de zang een beklijvend karakter geeft.
Meestal gebruikt men hoge tonen, tussen 780 en 1568 hertz, om het geluid ver te laten dragen. Dit is vergelijkbaar met de toonhoogte van een luid zingende sopraan. Toch komen ook lage tonen voor. Sowieso zijn er verschillende stijlen en tradities van kulning. Het gaat van relatief eenvoudige lokroepen en traditionele melodieën tot improvisaties met een uniek geluid. Waar iemand vandaan komt en wie hen de techniek aanleerde bepalen mee hoe de roep klinkt.

### Communicatie met de dieren
De nabootsing van de dieren is essentieel voor kulning in de traditionele landbouw. De typische roep is ontwikkeld voor communicatie met koeien. De gerekte, langzame zang imiteert geloei. In het geval van blatende dieren, zoals schapen en geiten, gebruikt men kortere, ritmische frasen en meer vocale sprongen. Er komen ook meer medeklinkers en gutturale klanken aan te pas.
Wanneer de dieren uit het zicht zijn, gebruikt men lange frasen die ver dragen. Wanneer de dieren dichtbij zijn, schakelt de zang over op kortere frasen met tussenvoegingen, zoals de dieren hun naam en "kom då" (kom dan).

## Kulning als pastorale traditie
Kulning is nauw verbonden met de fäbod of Zweedse zomerboerderij. Vroeger was de Zweedse landbouw sterk seizoensgebonden. In de zomermaanden vond er een veetrek van de dorpen naar hogergelegen alpenweides plaats. Deze migratie gebeurde in groep. De fäbod zelf bestond uit een verzameling huisjes op de hoogvlaktes, net zoals de alm in de Alpen en de Schotse shieling. Het vee kon daar van eind mei tot begin oktober in relatieve vrijheid grazen. Naast het hoeden van koeien, schapen, geiten en eenden werd er op de fäbod ook voer en zuivel geproduceerd voor de komende winter. Het is daar dat kulning tot stand kwam.
De voornaamste functie van kulning is de controle van het grazend vee. Aan het begin van de dag krijgen de dieren een vrije uitloop onder begeleiding van kulning. De zang haalt het loslopend vee aan het eind van de dag weer naar huis. Naast de communicatie met de eigen dieren heeft kulning ook andere praktische functies. Zo schrikt de zang roofdieren af. Herders die door afstand van elkaar geïsoleerd zijn communiceren ook met elkaar door middel van kulning. Een specifieke melodie kan bijvoorbeeld gebruikt worden om aan te geven dat er een dier vermist is, of ter waarschuwing voor roofdieren of een bosbrand. In dergelijke directe communicatie kan men een herderin ook bij naam aanroepen.
Het maken van boter en kaas waren in Scandinavië traditioneel vrouwelijke taken. Het melken van koeien was voor een man zelfs onterend. De herders waren dan ook vrouwen. Op de fäbod leefden ze in relatieve isolatie. Vrouwen organiseerden er hun eigen arbeid, weg van hun grote gezin en het mannelijke familiehoofd. Ondanks het zware werk, tot wel zestien uren per dag, was het leven op de fäbod dus ook bevrijdend. Dit is erg verschillend van andere Europese shielingculturen. In Ierland leverde deze veehouderij bijvoorbeeld werk op voor de hele familie. Op het Europese vasteland, in onder meer Zwitserland, Frankrijk en Spanje, namen net de mannen deze herderstaken op. De dominantie van vrouwen op de fäbod gaf mee vorm aan de muzikale traditie van kulning.
Tot 1900 was de veetrek naar de zomerboerderij geen keuze, maar een overlevingsstrategie. Om het hele jaar door in hun onderhoud te voorzien was de fäbod voor veel gezinnen noodzakelijk. Landbouwhervormingen aan het begin van de 20e eeuw brachten hier verandering in. De industrialisatie van de melkproductie in het midden van die eeuw maakte de fäbod zelfs overbodig. Het aantal zomerboerderijen nam af van een 3000 in het midden van de 19e eeuw tot amper 250 aan de start van de 21e eeuw. Met het verdwijnen van deze levensstijl raakte ook kulning in onbruik.

## Verwante muziekvormen

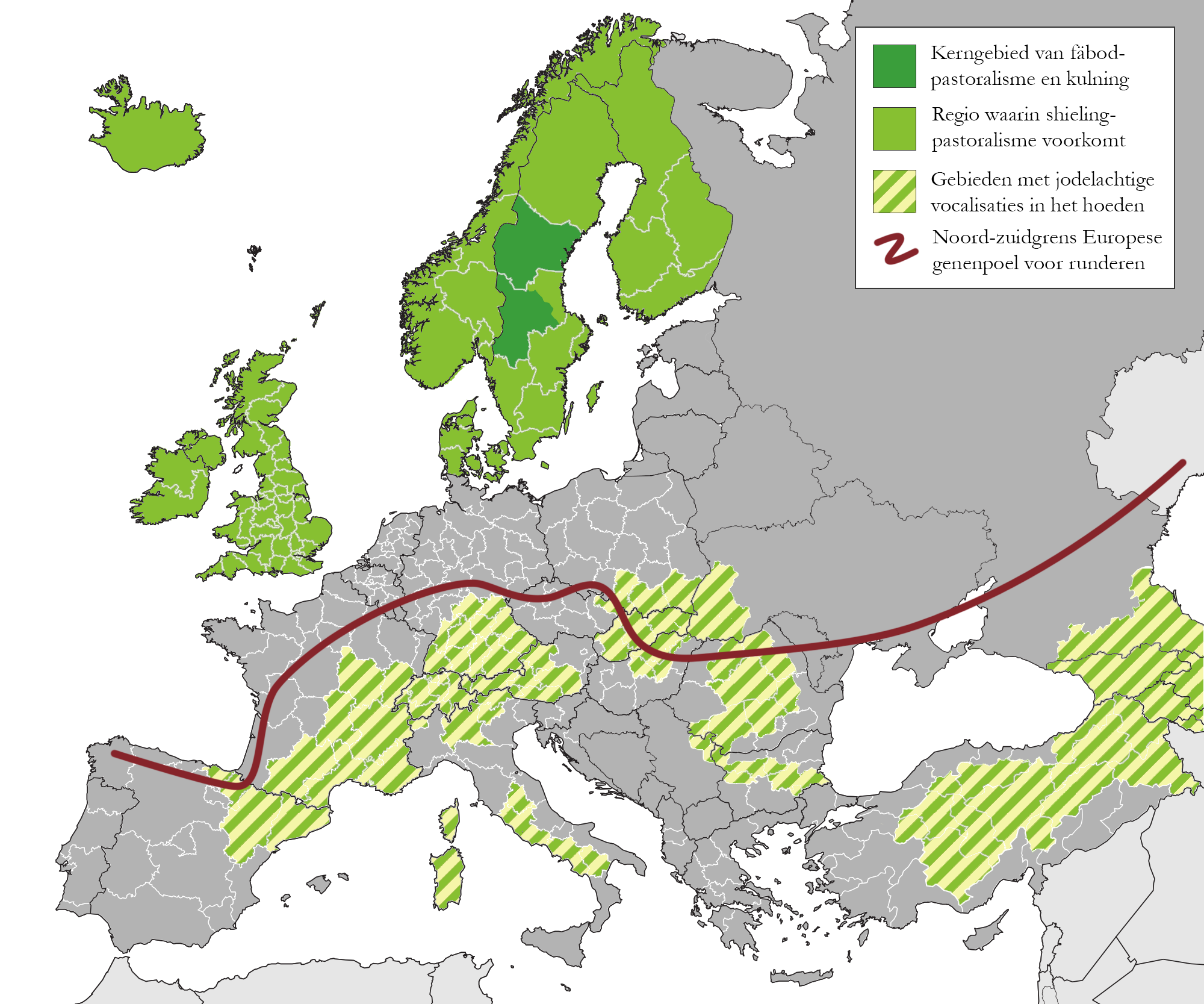
Het kerngebied voor kulning (donkergroen) ligt in Zweden. De context van fäbod- of shieling-landbouw (lichtgroen) komt echter ruimer voor in noordelijk Europa. Bovendien vinden we ook in de meer diverse landbouwsystemen van zuidelijk Europa pastorale zangtradities met een krachtige kopstem.

Kulning is een van verschillende pastorale zangtradities. Zang met een oorsprong in het hoeden van vee is te vinden in berggebieden in Scandinavië en IJsland, de Alpen, de Jura, de Pyreneeën, de Apennijnen, Sardinië, het Balkangebergte, Turkije en de Kaukasus. De ontstaanscontext van al deze technieken is gelijkaardig. Allemaal zijn ze ontstaan voor het hoeden van vee op alpenweides. Omwille van hun functioneel verwantschap steunen al deze tradities op een krachtig, falsetto-achtig geluid dat bereikt wordt door een verheven strottenhoofd. Muzikaal hebben ze echter ook verschillende kwaliteiten. Zo kenmerkt het Zuid-Duitse en Oostenrijkse jodelen zich door het snel schakelen tussen hoge en lage tonen, of tussen kop- en borststem. Die afwisseling is volledig afwezig in kulning.
Zangtradities die gelinkt zijn aan de domesticatie van dieren zijn ook buiten Europa terug te vinden. In het Altajgebergte stamt de xöömii-boventoonzang uit het houden van vee. In de Tibetaanse herdersmuziek zijn dan weer heel wat kenmerken van kulning terug te vinden: lange, golvende frasen; een falsetto-achtige zangstijl; overvloedige ornamentatie en variatie; en het gebruik van parlando in de nabijheid van dieren.
Naast de familie van pastorale zangtradities heeft kulning ook gelijkenissen met de joik, een andere Scandinavische muziekvorm. De joik is de traditionele muziek van de Samen. Bij het joiken imiteert de zanger natuurgeluiden, hoewel het daarbij niet om dierenkreten hoeft te gaan. Een joik zingt men traditioneel ook naar in plaats van enkel over het onderwerp. Het is die relatie tussen zanger, landschap en onderwerp die de joik en kulning delen. Deze verwantschap is echter gebaseerd op culturele en geografische nabijheid, eerder dan een gedeelde functionele oorsprong.